# 吉田興種
吉田 興種（よしだ おきたね）は、戦国時代の武将。大内氏、毛利氏に仕えて奉行人を務めたが、大内輝弘の乱において討伐を受ける。父は吉田重基。子に吉田武種と仁保隆在がいる。

## 生涯

### 大内氏家臣時代
大内氏の重臣である仁保氏の庶流にあたる吉田重基の子として生まれる。大内義興の代から大内氏に仕え、「興」の偏諱を受けて「興種」と名乗った。
享禄元年（1528年）12月20日に大内義興が死去すると、家督を継いだ大内義隆に仕え、享禄年間から中枢奉行人の一人としての活動が見られる。
天文2年（1533年）、大内氏が大森銀山（石見銀山）を奪回した際に、飯田興秀と共に銀山付近の山吹城の守備を任され、毎年銀100枚を貢納させたとされるが、天文6年（1537年）には尼子氏に敗れて銀山を奪われている。
天文7年（1538年）11月3日、氷上山興隆寺の翌年の修二会での歩射役を神代兼任に命じる連署奉書を沼間興国と共に発給する。
天文8年（1539年）6月13日、吉田氏の本家筋にあたる仁保氏の当主である仁保興奉が死去し、興種の次男である隆在が家督を相続した。
同年8月7日、松崎天満宮（防府天満宮）における十月会大行事役の勤仕をめぐる社家と杉隆宣の被官である惣兵衛の相論に際して、陶隆満と共に松崎天満宮の衆徒に対し、連署奉書を発給している。
天文20年（1551年）に陶隆房（後の陶晴賢）らが大内義隆に謀反を起こした大寧寺の変によって大内義隆が自害し、大内義長が大内氏を継ぐと、興種も大内義長に仕えた。
天文21年（1552年）9月18日、陶晴賢、橋爪鑑実、仁保隆慰と共に石川種吉に所領を与える連署奉書を発給する。
弘治元年（1555年）から毛利氏による防長経略が始まると毛利氏に服属した。その後、毛利氏当主である毛利隆元から偏諱を与えられ、「元種」と改名したと考えられている。

### 毛利氏家臣時代
毛利氏に服属してからは、興種と同様に大内氏から服属した奉行人である大庭賢兼、河屋隆通、波多野興滋、岩正興致、小原隆言、仁保隆慰や、毛利氏の五奉行である赤川元保、粟屋元親、児玉就忠、国司元相、桂元忠らと共に、所領の安堵や宛行を行っており、弘治3年（1557年）8月16日に周布元兼に所領を与え、8月17日には楊井武盛の所領を安堵している。
永禄9年（1566年）12月21日に仁保氏の家督を継いでいた次男の仁保隆在が死去すると、吉川元春の次男・吉川元棟（後の繁沢元氏）が隆在の娘と婚姻し所領を相続することが決まり、元棟はまだ幼少であったため、後見役・名代として吉川氏一門の江田智次が元棟につけられた。
しかし、大内氏や毛利氏の支配機構の中枢において長期間に渡って奉行人を務めた政治的地位を有し、仁保氏当主である仁保隆在の実父として仁保氏の居館にも在館して仁保氏家中への統制力も行使していた上、隆在の死後は孫娘を保護しながら仁保氏の家中において大きな役割を果たしていた興種は、吉川氏による仁保氏の統制を維持していく上で厄介な存在となっていた。

### 大内輝弘の乱と吉田氏討伐
仁保氏家中において吉川氏との緊張状態にあった永禄12年（1569年）10月11日、大友宗麟の支援を受けた大内輝弘が周防国吉敷郡秋穂に上陸して翌10月12日には山口に侵攻し、大内輝弘の乱が勃発すると、長府に在陣していた毛利元就は、筑前国に出兵して大友軍と交戦していた吉川元春と小早川隆景が率いる毛利軍の主力を急遽撤退させ、大内輝弘攻撃へ向かわせることを決定。赤間関に帰着した吉川元春は直ちに江田智次や山県左京亮らを先鋒として、城主である市川経好が不在の中、大内輝弘軍に抗戦する高嶺城の救援に派遣した。
大内輝弘が山口の高嶺城を包囲した際に、山口の北の戦略上の要衝であった宮野や仁保においても、大内輝弘の軍と吉見氏の軍との間で合戦となり、吉見氏家臣の上領頼武が戦死する等の激戦が繰り広げられていたが、その際に仁保にいた興種は戦いに加わらず傍観したためか大内輝弘方への内通を疑われて江田智次による討伐を受ける。興種はかつての仁保隆在の居館に立て籠って抗戦したが、10月28日までに嫡男の吉田武種や一族、家人らと共に討ち果たされた。興種の生年は不明であるが、享禄年間から奉行人としての活動が見られることから、死去した際には既に高齢だったと考えられている。
興種らの首級は江田智次によって首注文と共に長府の毛利元就と毛利輝元のもとに送られ、10月28日に元就と輝元の連名で江田智次に書状を送り、吉田氏討伐の功を賞している。さらに同日に毛利輝元・毛利元就・小早川隆景が連名で吉川元春に書状を送り、吉田興種を討ち果たした江田智次と仁保衆へ褒美を与えるよう伝えた。書状を受け取った吉川元春は11月1日に元就と輝元が江田智次を賞賛した書状を江田智次に送ると共に副状を発給している。
なお、同時期に筑前国から撤退してきた吉見正頼が仁保を通りかかった際に興種に対する「宿意」（年来の恨み）を口にしたとされており、その原因として、かつて大内義長と陶晴賢の政権において中枢奉行を務め、陶氏と姻戚関係にある仁保氏で権勢を振るっていた興種と、反陶氏の立場を貫いていた吉見氏との対立が想定され、吉見正頼が出陣中の間に留守居を務めていた家臣が大内輝弘の乱で戦死した際の興種の行動に対する憤慨に起因していると考えられている。